# Вулиця Михайла Грушевського (Житомир)
Вулиця Михайла Грушевського — вулиця в Богунському районі Житомира. Названа на честь українського історика, громадського та політичного діяча, голови Центральної Ради УНР М. С. Грушевського.

## Характеристики

### Розташування
Вулиця пролягає в центральній частині міста та Старому місті, привокзальній частині міста.
Починається від вулиці Перемоги і закінчується кутком біля залізниці Житомир — Коростень. 
Вулицю Михайла Грушевського перетинають вулиці Покровська, Небесної Сотні, Хлібна, Князів Острозьких, Івана Мазепи, Східна, проспект Незалежності, провулок Художника Канцерова. До вулиці також прилягають майдан Перемоги, Транспортна вулиця, Чистий (з двору будинку № 25), Гончарний (з двору будинку № 35) та Меблевий провулки. 

### Транспорт
Зараз по вулиці курсує тролейбусний маршрут 6 («Крошня — ЗОК») й трамвай (на ділянці між майданом Перемоги та вулицею Небесної Сотні).

### Забудова
Переважає багатоповерхова житлова забудова періоду масового будівництва житла за типовими проєктами (1960 — 1990-х рр.). Наявна малоповерхова житлова, громадська і промислова забудова другої половини ХІХ — початку ХХ століття (зосереджена між переважно вулицями Перемоги та Князів Острозьких, здебільшого несуцільно — поміж багатоповерхової житлової забудови).

#### Пам'ятки архітектури місцевого значення[2]
- № 9 — житловий (прибутковий) будинок А.Аршенєвського (1908 рік);
- № 36 — комплекс будівель хмелефабрики купця Псахіса (1890 рік).

## Історія

### Історія зміни назви
Попередні назви вулиці — Мала Київська, Іларіонівська, Котовського. 
Історична (перша) назва вулиці — Мала Київська (у другій половині ХІХ століття). Наступна назва — Ілларіонівська — була у вжитку протягом другої половини ХІХ століття та перших десятиліть ХХ століття. Не пізніше 1931 року перейменована на вулицю Котовського.
У лютому 2016 року міський голова Житомира своїм розпорядженням перейменував 86 вулиць, серед яких й вулицю Котовського на вулицю Михайла Грушевського.

### Пропозиції щодо перейменування
Зважаючи на те, що в березні 1918 року в Житомирі працювала Центральна Рада на чолі з Михайлом Грушевським, комісією з топоніміки при виконкомі Житомирської міськради було прийнято рішення перейменувати вулицю Котовського на вулицю Михайла Грушевського. Проти цього виступили пенсіонери-мешканці вулиці. Вони направили міській владі колективну скаргу з 283 підписами. Однак 2008 року депутати Житомирської міськради не змогли перейменувати вулицю на вулицю Михайла Грушевського. Тоді депутатам від БЮТ і «Нашої України» не вдалося набрати необхідної кількості голосів для затвердження відповідного рішення сесії. Проти перейменування вулиці виступили депутати від КПУ і СПУ.
При цьому вулицю Котовського у Вінниці перейменували на честь Грушевського.
Націоналістичні сили Житомира вимагали надати вулиці Котовського ім'я Героїв Базару, але це вперто відкидала топонімічна комісія при Житомирському міськвиконкомі. Після революції 2013-14 років до міської ради внесено пропозиції від низки громадських організацій щодо перейменування вулиць. Вулиці Котовського пропонували надати ім'я Грушевського

### Історія формування вулиці
На відрізку між майданом Перемоги та Східною вулицею, вулиця Михайла Грушевського формувалася згідно з Генеральними планами міста 1827, 1845-1855 рр., за якими мала з'єднувати Соборний майдан (нині майдан Перемоги) зі східною межею міста, що передбачалася вздовж проєктної Східної вулиці. Протягом початку — середини ХІХ століття вісь проєктної вулиці (майбутньої Михайла Грушевського) перетинали: численні земельні угіддя, траса старої поштової Петербурзької дороги (не збереглася окрім фрагменту, а саме Гончарної вулиці), дорога, що з'єднувала Гончарний хутір зі шляхом на Київ (нині частково Гончарний провулок), дорога від шляху на Київ до садиби Гейнча (нині провулок Художника Канцерова), а також декілька садиб на Гейнчівці (в районі перехрестя з нинішньою вулицею Івана Мазепи) та річка Коденка (поблизу з нинішнім перехрестям вулиць Покровської та Михайла Грушевського).
Упродовж другої половини ХІХ століття сформувалася ділянка вулиці від Соборного майдану (нині майдан Перемоги) до Крошенської вулиці (нині вулиця Князів Острозьких) та переважна кількість забудови обабіч даної ділянки. Серед забудови вулиці, що сформувалася до початку ХХ століття виділяється комплекс будівель Волинської духовної семінарії (1902 рік побудови), будинок Аршенєвського в стилі неоготики, будівлі хмелефабрики купця Псахіса (1890 р. побудови). 
До початку Другої світової війни вулиця сформувалася в нинішніх межах. Забудова між нинішніми провулками Художника Канцерова та Меблевим відсутня.
У 1960-х роках почала формуватися забудова вулиці типовим житлом. Сучасна багатоповерхова забудова здебільшого сформувалася у 1960 — 1990-х рр., у тому числі за рахунок знесення старої садибної.
З 1955 по 1966 рік вулицею здійснювався рух трамваїв за маршрутом «Центр-Вокзал». Зараз трамвайна лінія залишена лише на відрізку від майдану Перемоги до вулиці Небесної Сотні. Рух тролейбусів розпочався 1986 року.